# Eirik Kvalfoss
Eirik Kvalfoss (* 25. prosince 1959 Voss) je bývalý norský biatlonista.
Je držitelem tří olympijských medailí, všechny jsou z olympiády v Sarajevu roku 1984. Dvě jsou individuální - zlato ze sprintu a bronz z vytrvalostního závodu. Jeho třetím olympijským cenným kovem je stříbro ze štafety. Kvalfoss je rovněž trojnásobným mistrem světa (1982, 1983, 1989). První dva tituly získal ve sprintu, třetím z vytrvalostního závodu. V sezóně 1988-89 se stal celkovým vítězem Světového poháru. V roce 1984 byl zvolen norským sportovcem roku, v tradiční anketě deníku Morgenbladets Gullmedalje.